# Werste

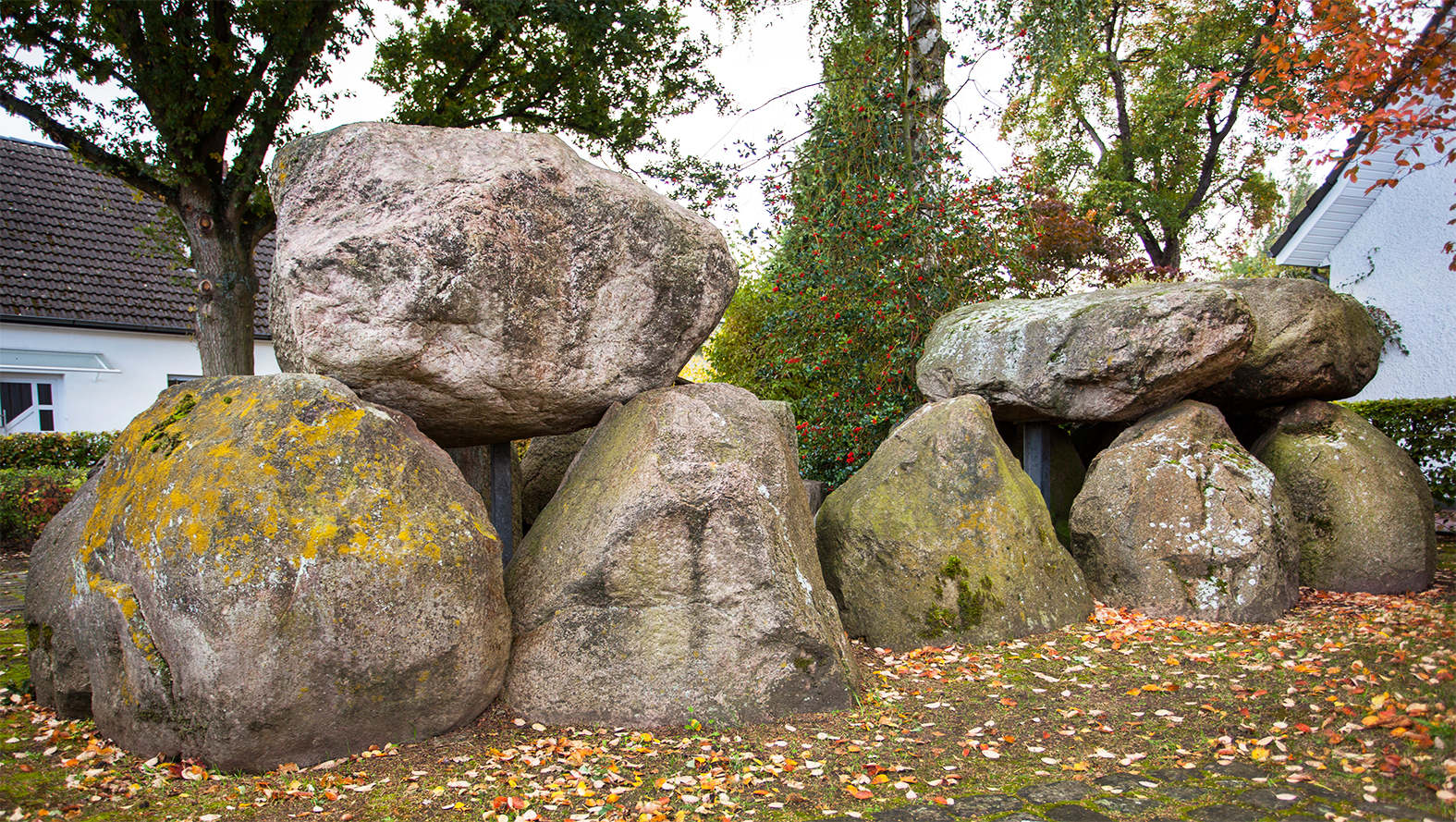
Das Großsteingrab von Werste

Werste (plattdeutsch: Weuste) ist ein Stadtteil der Stadt Bad Oeynhausen im Kreis Minden-Lübbecke in Ostwestfalen.

## Geographie
Werste liegt südlich des Wiehengebirges. Im Osten grenzt Werste an den Stadtteil Eidinghausen, im Norden an den Stadtteil Volmerdingsen, im Süden liegt, getrennt durch die Werre, das Stadtzentrum von Bad Oeynhausen. Im Westen grenzt der Ort an die Stadt Löhne im Kreis Herford.
Im System der Naturräumlichen Gliederung Deutschlands gehört das Gebiet von Werste größtenteils zum Ravensberger Hügelland im Teilbereich des Quernheimer Hügellands. Nach Süden schließt sich die west-östlich verlaufende Werre-Niederung  mit Auelehm-Böden an. Der tiefstliegende, direkt an der unteren Werre gelegene Streifen ist hochwassergefährdet und teilweise eingedeicht, die Deichpflege übernimmt der Werre-Wasserverband.

## Geschichte
Im Ortszentrum von Werste befindet sich an der Südseite der Werster Straße (vor Haus-Nr. 128) ein ca. 5000 Jahre altes jungneolithisches Großsteingrab – das einzige in der Region Ostwestfalen. Es handelt sich um eine Rekonstruktion aus den Jahren 1926 und 1979 unter Verwendung der originalen Findlinge. Das Originalgrab wurde undokumentiert im 18./19. Jahrhundert versetzt und damit zerstört. 
Werste gehörte bis zu den Napoleonischen Kriegen zur Vogtei Gohfeld im Amt Hausberge des Fürstentums Minden. Von 1807 bis 1810 gehörte Werste zum napoleonischen Satellitenstaat Königreich Westphalen, in dem der Ort zum Kanton Haddenhausen gehörte. Von 1811 bis 1813 gehörte der Ort unmittelbar zu Frankreich und war dort Teil der Mairie Eidinghausen im Arrondissement Minden des Departements der Oberen Ems. Werste fiel 1813 wieder an Preußen und kam 1816 zum neuen Kreis Minden. Im Kreis Minden gehörte Werste bis 1851 zum Amt Dützen und seitdem zum Amt Rehme. Die erste Schule wurde in Werste im Jahre 1885 eingeweiht. 1930 wurde ein Neubau errichtet, der auch heute noch genutzt wird. Nach der Schulreform wurde die Schule ab 1968 als Grundschule weitergeführt.
Bevor die Gemeinde Werste bei der kommunalen Neugliederung am 1. Januar 1973 Teil der Stadt Bad Oeynhausen wurde, hatte sie eine Fläche von 6,29 km² sowie 6111 Einwohner (31. Dezember 1972).

## Sehenswürdigkeiten

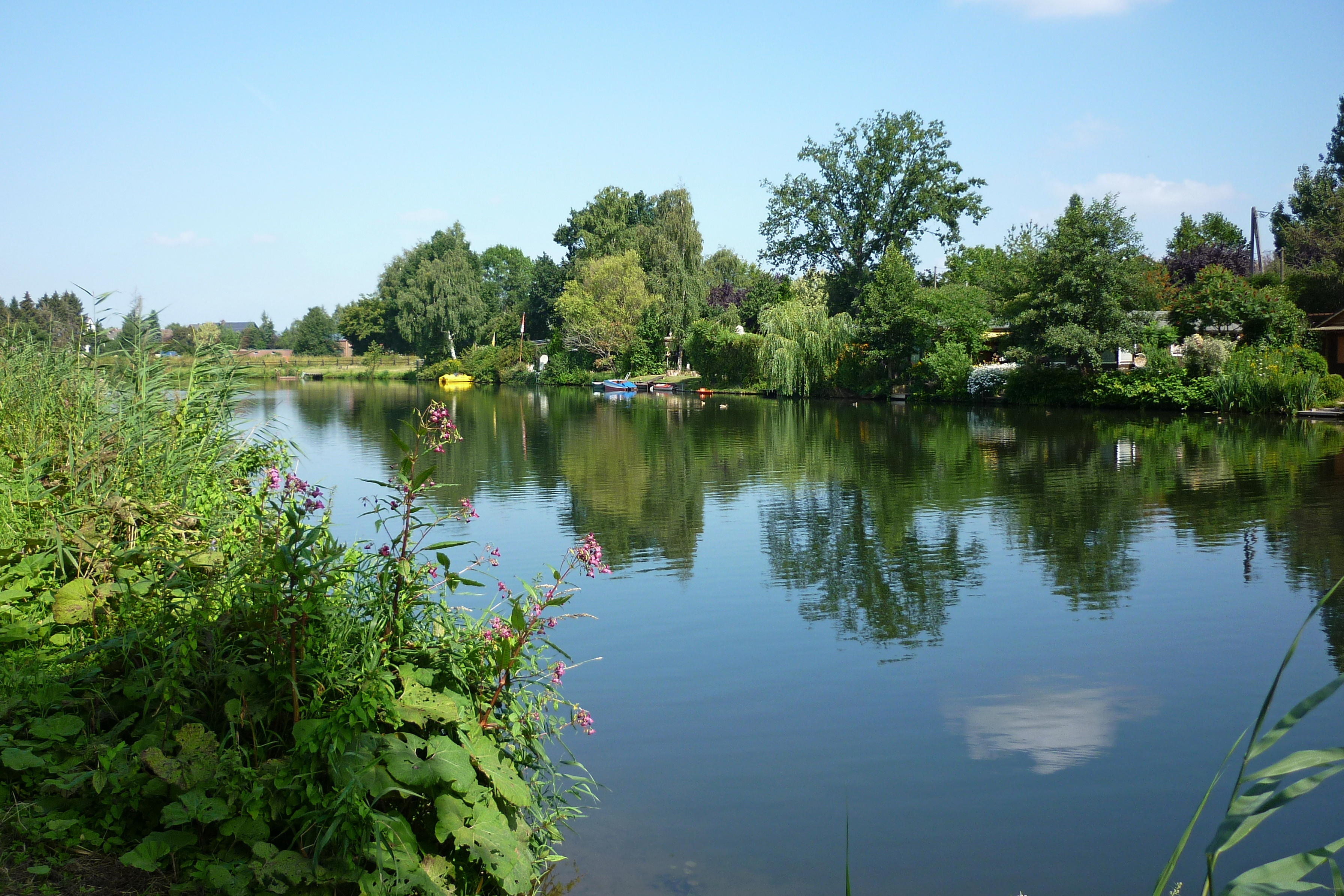
Die Werre kurz vor dem Wehr

Im Süden des Stadtteils (Werster Masch) liegt das Werre-Wehr. Kurz vorher fließt die Werre seenartig ruhig und breit dahin.
Im Sielpark existiert ein Gradierwerk, welches eine ähnliche Bauweise besitzt wie das in Bad Salzuflen.

## Sport
Die Turngemeinschaft Werste von 1961 e. V. und die SV Eidinghausen-Werste e. V. sind die örtlichen Sportvereine.

## Wirtschaft und Infrastruktur
Das Gewerbegebiet Werste im Westen des Stadtteils an der Grenze zu Löhne umfasst eine Fläche von ca. 34 ha.
Die Bundesautobahn A 30 verläuft im Rahmen der Nordumgehung Bad Oeynhausen durch den Ortsteil Werste; die nächsten Anschlussstellen liegen in östlich Eidinghausen und westlich im Löhner Ortsteil Gohfeld.
Werste ist Hauptstandort des Grundschulverbunds Werste-Wulferdingsen. Außerdem befinden sich in Werste drei Kindergärten.